# Graphyne
Ne doit pas être confondu avec Graphène ou Graphane.

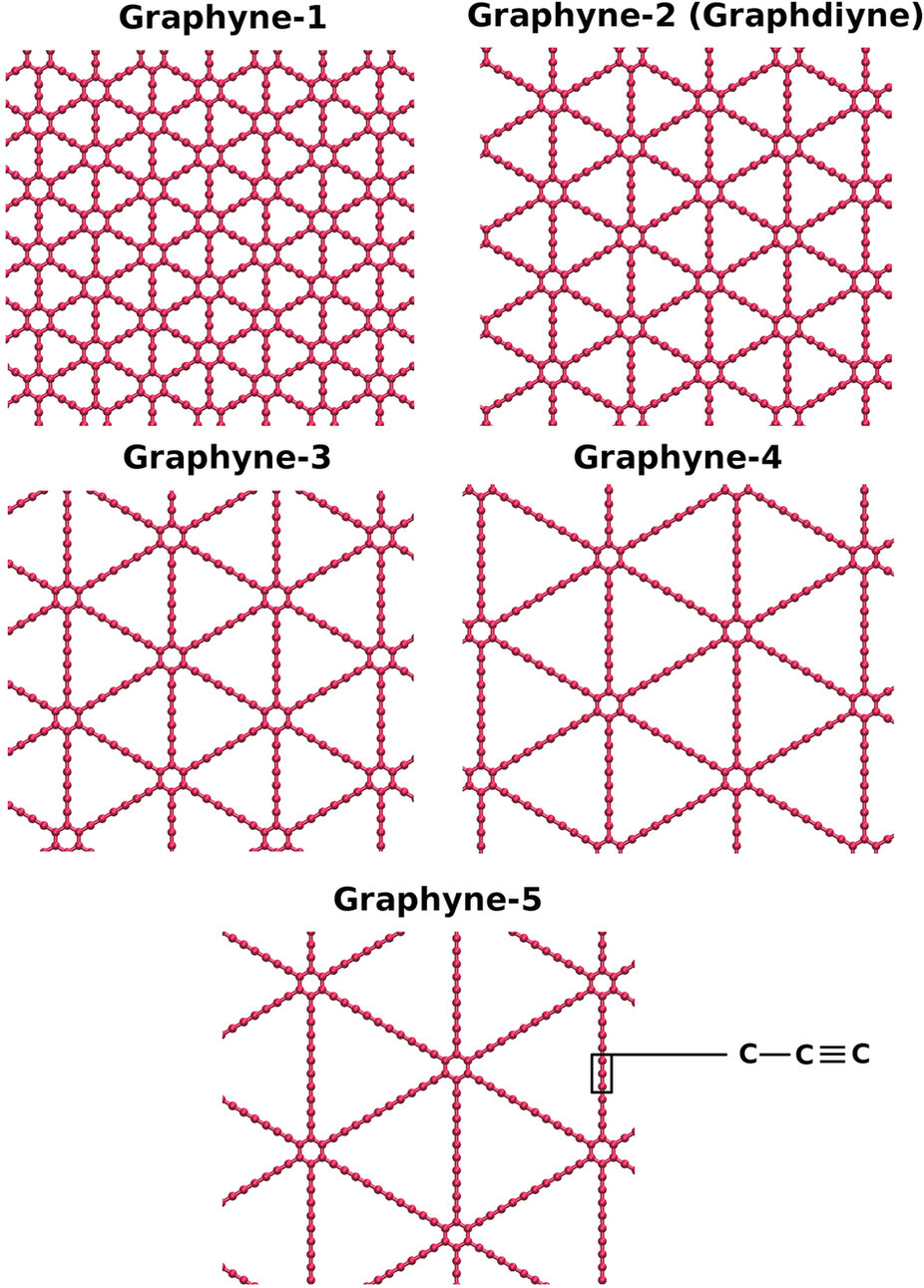
Graphyne-n variétés, où n indique le nombre de triples liaisons carbone-carbone dans une liaison entre deux hexagones adjacents.

Le graphyne est un allotrope du carbone. Sa structure est similaire à celles du graphène ou du graphane, c'est-à-dire un monofeuillet d'atomes de carbone liés par liaisons  sp2 d'un atome d'épaisseur. Il peut être vu comme un réseau de cycles benzéniques connectés entre eux par des ponts acétylène. En fonction du contenu des groupes acétylène, le graphyne peut être considéré comme une hybridation mixte spn, où 1 < n < 2,, et donc différer de celle du graphène (considérée comme une pure hybridation sp2) et de celle du diamant (pure sp3).
L'existence du graphyne a été conjecturée avant 1960 et fait l'objet d'attention particulière depuis la découvertes des fullerènes.
Même s'il n'a pour l'instant été synthétisé qu'en très petites quantités[réf. nécessaire], il a été montré que les structures périodiques du graphyne et de ses analogues nitrure de bore analogues devraient être stables, sur la base de calculs théoriques utilisant des courbes de dispersion de phonon (en) et température finies ab initio, et des simulations en dynamique moléculaire mécanique quantique.
Du graphdiyne (graphyne avec des groupes diacétylène) a déjà été synthétisé sur des substrats de cuivre. En 2012, il a été promu  comme un concurrent au graphène, du fait de ses cônes de Dirac dépendants de l'orientation,. Le graphdiyne présente une structure de type nanotoile caractérisée par des pores triangulaires régulièrement distribués, ce qui lui donne l'apparence d'une membre nanoporeuse. De fait, la taille effective de ces pores correspond presque aux diamètre de Van der Walls de l'atome d'hélium, ce qui pourrait faire du graphdiyne une membrane bidimensionnelle idéale pour la séparation chimique et isotopique de l'hélium. Des possibilités d'utilisation de membranes à base de graphdiyne comme tamis bidimensionnelle pour la filtration et la purification d'eau ont aussi été postulées.

## Structure
Le graphyne n'a pour l'instant pas été synthétisé en quantité suffisante pour être étudié, mais des modèles informatiques permettent de prédire certaines propriétés, sur la base de la géométrie de sa structure cristalline. Les géométries proposées sont des dérivés de celle du graphène, en remplaçant les liaisons carbone-carbone classiques par des liaisons acétylène. Il a été théorisé que le graphyne puisse exister selon différentes géométries, du fait des arrangements multiples des carbones sp et sp2. Parmi elles, on trouve les géométries hexagonale et cubique, mais la plus prometteuse en termes d'applications est la structure rectangulaire du 6,6,12-graphyne.

## Propriétés
Les modèles du graphyne qu'il possède potentiellement des cônes de Dirac sur les atomes de carbone liés doublement et triplement. Du fait de ce cônes de Dirac, il existe un point unique du niveau de Fermi où les bandes de conduction et de valence se rencontrent de façon linéaire. L'avantage de ce type configuration est que les électrons se comportent comme s'ils n'avaient pas de masse, avec des énergies proportionnelles au quantités de mouvement des électrons. Comme le graphène, le graphyne hexagonal a des propriétés électriques isotropes. Cependant, du fait de la symétrie de sa géométrie rectangulaire (théorique), le 6,6,12-graphyne aurait des propriétés qui dépendraient de la direction dans le plan du matériau. Cette caractéristique unique de symétrie permet au graphyne d'être auto-dopé, c'est-à-dire d'avoir deux cône de Dirac différents, légèrement au-dessus et en dessous du niveau de Fermi. Les échantillons synthétisés à ce jour présentent un point de fusion de 250 à 300 °C, et une faible réactivité vis-à-vis de l'oxygène, de la chaleur et de la lumière.

## Applications futures
Les propriétés anisotropes du 6,6,12-graphyne pourraient le rendre utilisable comme réseau de diffraction électrique à l'échelle nanométrique. Ceci pourrait mener au développement de transistors plus rapides, et de composés électriques nanométriques,,.